# Frettage
Ne doit pas être confondu avec Frittage, une méthode d'obtention de pièces par agglomération de matériaux en poudre
 (juin 2015).
Si vous disposez d'ouvrages ou d'articles de référence ou si vous connaissez des sites web de qualité traitant du thème abordé ici, merci de compléter l'article en donnant les références utiles à sa vérifiabilité et en les liant à la section « Notes et références ».
Le frettage est l’assemblage de deux pièces grâce à un ajustement serré. La pièce extérieure est appelée « frette », la pièce intérieure est dite « frettée ».

## Le frettage en mécanique
L'assemblage est réalisé avec des tolérances d'usinage qui interdisent son montage à la main ou même à la presse. La solution la plus simple, quand elle est possible sans détérioration du matériau, est de chauffer la frette pour la dilater avant de l'enfiler sur l'élément qu'il faut fretter. On peut à l'inverse refroidir l'élément intérieur à l'azote liquide ou à la glace carbonique pour le contracter et l'engager dans la frette, mais ces solutions sont plus onéreuses. Dans certains cas, par exemple pour des outils de frittage ou de forgeage, on est obligé de pratiquer en même temps la dilatation de la frette et la contraction de l'élément fretté.
Le frettage se pratique le plus souvent sur des pièces de révolution pour lesquelles il est plus facile de maîtriser les tolérances d'usinage et les contraintes engendrées dans les matériaux.

## Utilisation
La plupart du temps on pratique le frettage pour assurer la cohésion d'un ensemble d'éléments ou pour éviter l'éclatement d'un élément sous pression. 
- Les cercles qui ceinturent les tonneaux pour assurer l'étanchéité des douelles, les bandages des anciennes roues de chars en bois, sont des frettes.
- Les anneaux que l'on voit autour des parties basses des conduites forcées, ou ceux qui ceinturent les outillages de frittage, de filage par chocs, etc., sont également des frettes.

On peut aussi avoir recours au frettage pour 
- créer grâce à l'assemblage de deux pièces une nouvelle pièce trop complexe pour être usinée seule comme, par exemple, un arbre de transmission comportant des pignons rapportés. Voici quelques années, le vilebrequin des moteurs des 2CV Citroën était constitué de plusieurs éléments assemblés par contraction à l'azote liquide, rendant l'embiellage indémontable.
- créer une pièce composée de deux parties de matières différentes.
- créer une pièce composée de deux parties de caractéristiques ou d'utilisations différentes. Par exemple, les roues de chemin de fer comportent généralement un bandage fretté chauffé par induction au montage. Ce bandage est réalisé dans un acier différent de celui de la roue, avec des caractéristiques de résistance à l'usure bien meilleures. Lorsque le bandage est trop usé, on le démonte et on le remplace.
- Les rotors basse pression des turbines à vapeur des centrales de type REP 900 MW utilisent le frettage pour leur assemblage. Des disques, correspondant aux différents étages de pression, sont frettés sur l'arbre de chaque corps. Sur ces disques sont ensuite fixés les ailettes. D'un point de vue exploitation, cette technique impose des contraintes importantes lors du démarrage. En effet, les disques se réchauffant ou se refroidissant (en relatif) plus vite que l'arbre, il y a un risque de surfrettage (apparition de criques) ou de défrettage (déplacement du disque). Ces rotors sont remplacés peu à peu par des rotors de type soudé.

Il arrive assez souvent, en particulier dans les outillages de fabrication lorsque les conditions de fonctionnement sont très sévères, que des assemblages frettés soient eux-mêmes enfermés dans une ou plusieurs autres frettes. On compte parfois jusqu’à 4 ou 5 frettes successives, de plus en plus grosses.
Certains édifices en maçonnerie sont ceinturés par des anneaux ou des câbles métalliques tendus agissant à la manière de frettes, pour les consolider et prévenir leur éclatement. Il en est ainsi, par exemple, du campanile de la basilique de Torcello, célèbre construction en brique édifiée sur une des îles de la lagune de Venise. Ces éléments peuvent être prévus dès la construction du bâtiment, et il est alors fort imprudent de les enlever, ou bien rajoutés en cas de faiblesse constatée des structures.
L'enroulement de fils enrobés de résine et fortement tendus pour former une enveloppe de matériau composite autour de certains récipients (bouteilles de gaz fortement comprimés pour la plongée, réservoirs de propergols pour les fusées, etc.) met les parois de ces récipients en compression et constitue une forme de frettage.
Dans le domaine électrique, l'entreprise allemande Hellermann Tyton (Hambourg) fait partie des leaders mondiaux du marché des produits de fixation, , connexion, installation, isolation, protection et identification des câbles électriques et des câbles de télécommunications. En 1936, l'entreprise dépose son brevet de système de frettage et d’isolation Hellermann .

## Mécanique
Comme on l'a vu, la frette et la pièce frettée subissent des contraintes de nature différente : l'assemblage par frettage réalise une mise sous tension de la frette (pièce extérieure) et une compression de la pièce frettée (intérieure). Or, en général, les deux matériaux n'ont pas la même résistance à la compression et à la tension, pour cette raison, les propriétés mécaniques d'un ensemble fretté sont différentes d'un ensemble de même composition non fretté.  
Le frettage est considéré favorable si : 
- le matériau de la pièce frettée supporte mal la mise en tension : la compression initiale va annuler tout ou partie de sa tension, de façon à laisser le matériau dans un domaine d'utilisation favorable. Bien sûr, cela se reporte sur la frette : elle était déjà en tension, donc elle subira une tension encore augmentée, au risque de la faire rompre plus tôt. Il suffit de la choisir dans un matériau qui résiste bien à la tension pour que cela ne soit pas un inconvénient ;

- le matériau de la frette supporte mal la compression.

On voit là tout l'intérêt du frettage : il va permettre d'assurer à au moins un des deux constituants des conditions plus favorables au matériau dont il est fait, une fois placé dans les conditions d'utilisation prévues. 
Le tonneau traditionnel, de bois cerclé de fer, est un bon exemple à cet égard : le bois ne résiste à la tension que dans le sens de la fibre, mais dans l'autre sens il se fend. Avec le cerclage, le bois est comprimé à la fabrication, ainsi, même avec la pression du liquide qu'il contiendra, il restera comprimé, donc dans de bonnes conditions pour sa résistance mécanique. De son côté, la frette de fer subit sans inconvénients la tension supplémentaire qu'elle subira pendant l'utilisation. Enfin, grâce à la bonne résistance du bois à la tension dans le sens de la fibre, il n'est pas nécessaire de fretter sur toute la surface du tonneau, mais quelques cercles suffisent.

## Le frettage en étaiement d'architecture
La technique du frettage sert à consolider, conforter, une pile de maçonnerie subissant une compression trop forte ou un éclatement. On peut s'en servir pour soulager un poteau, une pile pendant le report d'une surcharge le temps nécessaire de travaux sur des arcs et voûtes. On augmente ainsi , sur le principe de la précontrainte, la portance de l'ouvrage, en contraignant son flambement.
La pile est entourée de douelles, ou d'attelles, puis cerclée de câbles ou de plats métalliques et serrée (lanternes de serrage ou à cliquets) afin de contenir la matière dans sa surface d'origine.
Pour intervenir sur la pile, changer une pierre éclatée, un chevalement est mis en place, avec un anneau supérieur de serrage, tandis que le frettage lui-même doit être prévu démontable par secteurs, douelles interrompus sur la hauteur d'intervention.

## Frettage du béton
La technique du béton précontraint ne repose pas sur le même principe, mais on utilise le frettage du béton par des cercles métalliques ou des nappes de frettes plates croisées pour augmenter la contrainte admissible en compression du béton sous les ancrages des câbles de précontrainte. Ces frettes bloquent la déformation transversale du béton qui se produit par effet Poisson sous l'action d'une compression. Le frettage permet d'augmenter la résistance à la rupture du béton en compression. C'est cet effet qui permet de comprendre la résistance des articulations Freyssinet,.